# Jean-Claude Codsi
Jean-Claude Codsi (en arabe : جان كلود كدسي) (né en 1948 à Beyrouth, au Liban), est un réalisateur libanais.

## Biographie
Il étudie à l'INSAS en Belgique. Il collabore avec Borhan Alawiya sur Kafr Kassem (1974)  en tant qu'assistant, et il est le monteur de ses docufictions pour Arte, Lettres de guerre,  Lettres d'exil et Assouan.
Il enseigne la réalisation cinématographique à l’Institut d’études supérieures de l’audiovisuel (IESAV) de l’Université Saint-Joseph de Beyrouth depuis 1997.

## Films
Son premier long-métrage, Histoire d’un retour (Ana el awãn, littéralement Le temps est venu), est réalisé en 1994, a été récompensé du Prix spécial du jury au Festival international du film francophone de Namur. Il met en scène le retour au Liban en 1988 d'une femme nommée Raya (incarnée par Darina el-Joundi) et d'un homme, Camille (Simon Abkarian), que la guerre du Liban (1975-1990) avait exilés ; le film est disponible en DVD.
Le deuxième long-métrage de Jean-Claude Codsi, Un homme d'honneur (2012) évoque la question des crimes d'honneur ; il se déroule au Liban et en Jordanie ; il retrace l'histoire de Brahim, Jordanien exilé qui retrouve au Liban une femme qu'il connaissait 20 ans plus tôt, et pour laquelle il avait autrefois commis un meurtre, en Jordanie. Le film obtient le prix du public au Festival du Film Arabe de Fameck.